# Barzan Ibrahim at-Tikriti
Barzan Ibrahim at-Tikriti (arab. ‏برزان إبراهيم التكريتي‎, ur. 17 lutego 1951 w Tikricie, zm. 15 stycznia 2007) – iracki polityk, przyrodni brat Saddama Husajna i jeden z jego najbliższych współpracowników, szef irackiej służby bezpieczeństwa – Głównej Dyrekcji Wywiadu.

## Życiorys
Należał do grona najbardziej zaufanych doradców Saddama Husajna, po zamachu na dyktatora w Dudżail w 1982 roku, uczestniczył w odwecie na ludności szyickiej i wymordowaniu 148 podejrzanych. Jako szef irackiego wywiadu odpowiadał za tortury i masowe mordy na więźniach politycznych.
Po ataku USA i ich sojuszników na Irak wiosną 2003 roku, znalazł się na Amerykańskiej Talii Kart, pod numerem 38.
Przekazany władzom irackim, był sądzony wspólnie z Awadem Hamidem al-Bandarem, Saddamem Husajnem i Tahą Jasinem Ramadanem, za mord na 148, spośród 399 szyitów zatrzymanych w 1982 r. W czasie procesu odmówił zeznawania przeciwko Husajnowi, uznając go za prawowitego prezydenta Iraku, jednocześnie twierdził, że w zamian za zeznania Amerykanie oferowali mu wolność i stanowisko polityczne. Sąd skazał go na śmierć, wyrok wykonano 15 stycznia 2007, przez powieszenie, mimo iż w pierwszej wersji media donosiły, iż miał być stracony wspólnie z Saddamem Husajnem 30 grudnia 2006. Podczas egzekucji z powodu zbyt długiej liny doszło do dekapitacji. Razem z Barzanem Ibrahimem at-Tikritim stracono Awada Hamida al-Bandara.